# 櫻島渡輪

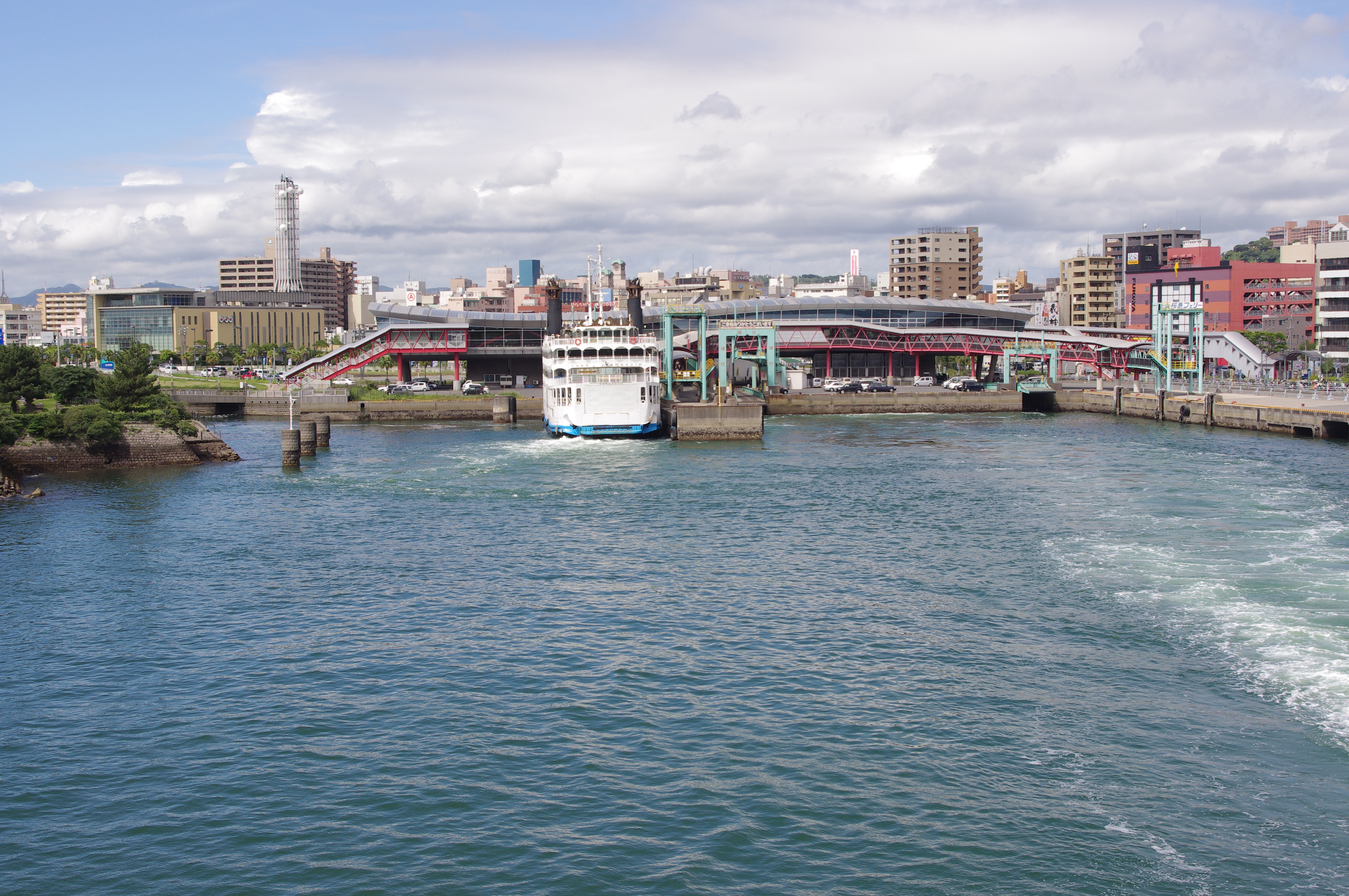
鹿兒島港

櫻島渡輪（日语：／ Sakurajima ferii */?）是經營於日本鹿兒島縣鹿兒島市的鹿兒島港至櫻島港之間的市營渡輪航線，由鹿兒島市船舶局負責營運。

## 概要
渡輪往返於鹿兒島市市中心及櫻島西岸，單程時間約15分鐘，每天24小時營運，往返共有140航次，屬於國道224號的海上路段。由於除了櫻島居民外，也有大量往返大隅半島至鹿兒島的人車使用，在2006年曾經達到全年渡輪載運的人數達390萬，車輛近160萬輛。
1914年櫻島火山爆發後，造成櫻島大量設施損壞，島上居民為求學及重建，需頻繁的往返櫻島及鹿兒島市區，開始產生了建立定期渡輪的呼聲。1934年11月19日渡輪開始營運。
為了櫻島火山的災害預防，櫻島各地也設置了許多渡輪船隻可以停靠的碼頭，當火山爆發時，渡輪即可做為疏散船隻在島上各地疏散居民。

## 使用船隻
- 第十五櫻島丸 - 1995年1月完工、1,134噸、全長56.1m、別稱：櫻桃皇后。
- 第十六櫻島丸 - 1999年1月完工、997噸、全長54.2m、別稱：海豚輪。
- 第十八櫻島丸 - 2003年2月完工、1,279噸、全長56.1m、別稱: 海洋公主。
- 櫻島丸 - 2011年2月完工、1,330噸、全長57.1m、電力驅動、別稱：櫻花天使。
- 第二櫻島丸 - 2015年3月完工、1,404噸、全長59m、電力驅動、別稱：櫻花仙子。

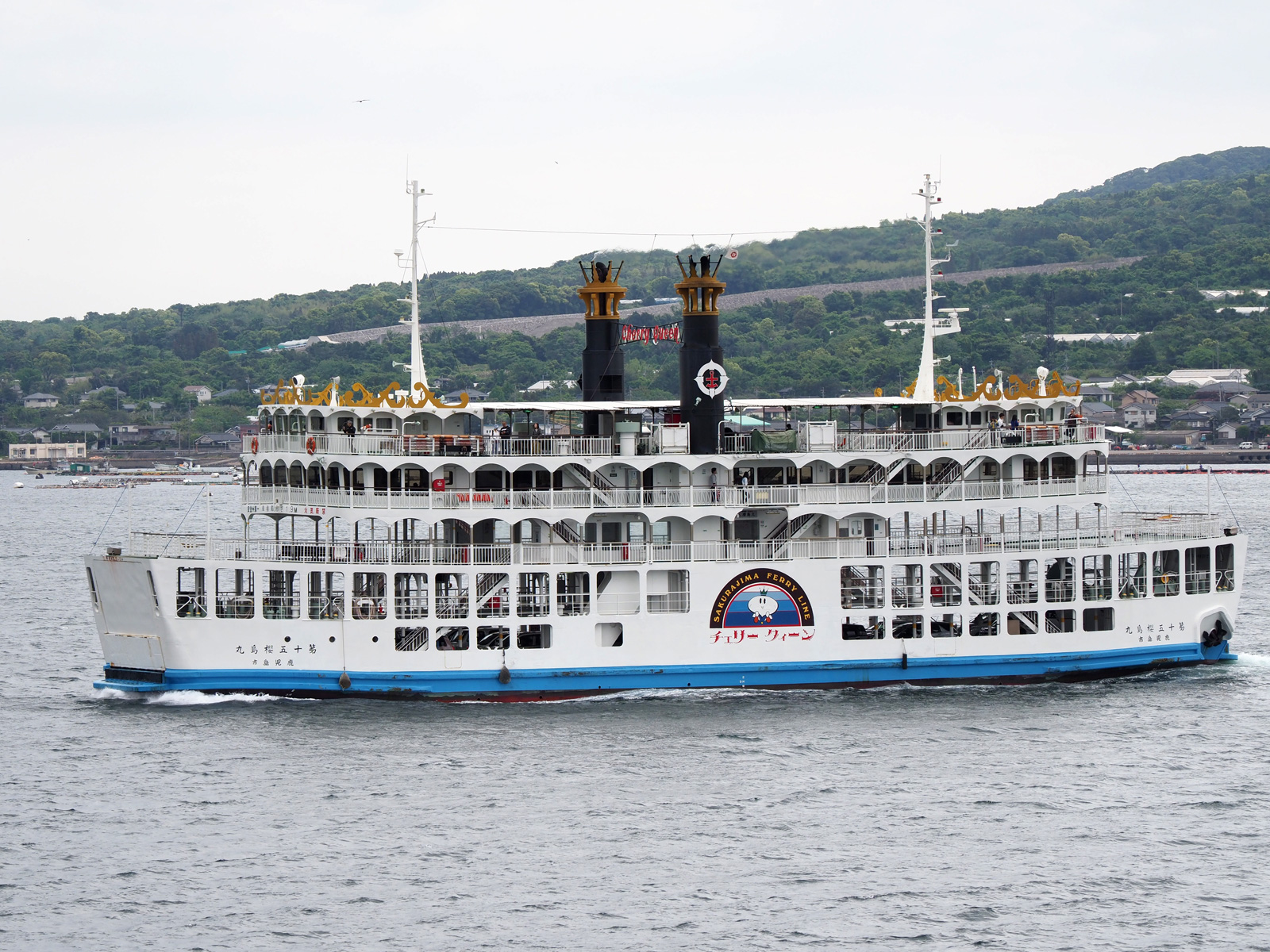
第十五櫻島丸（櫻桃皇后、於2019年4月28日拍攝）
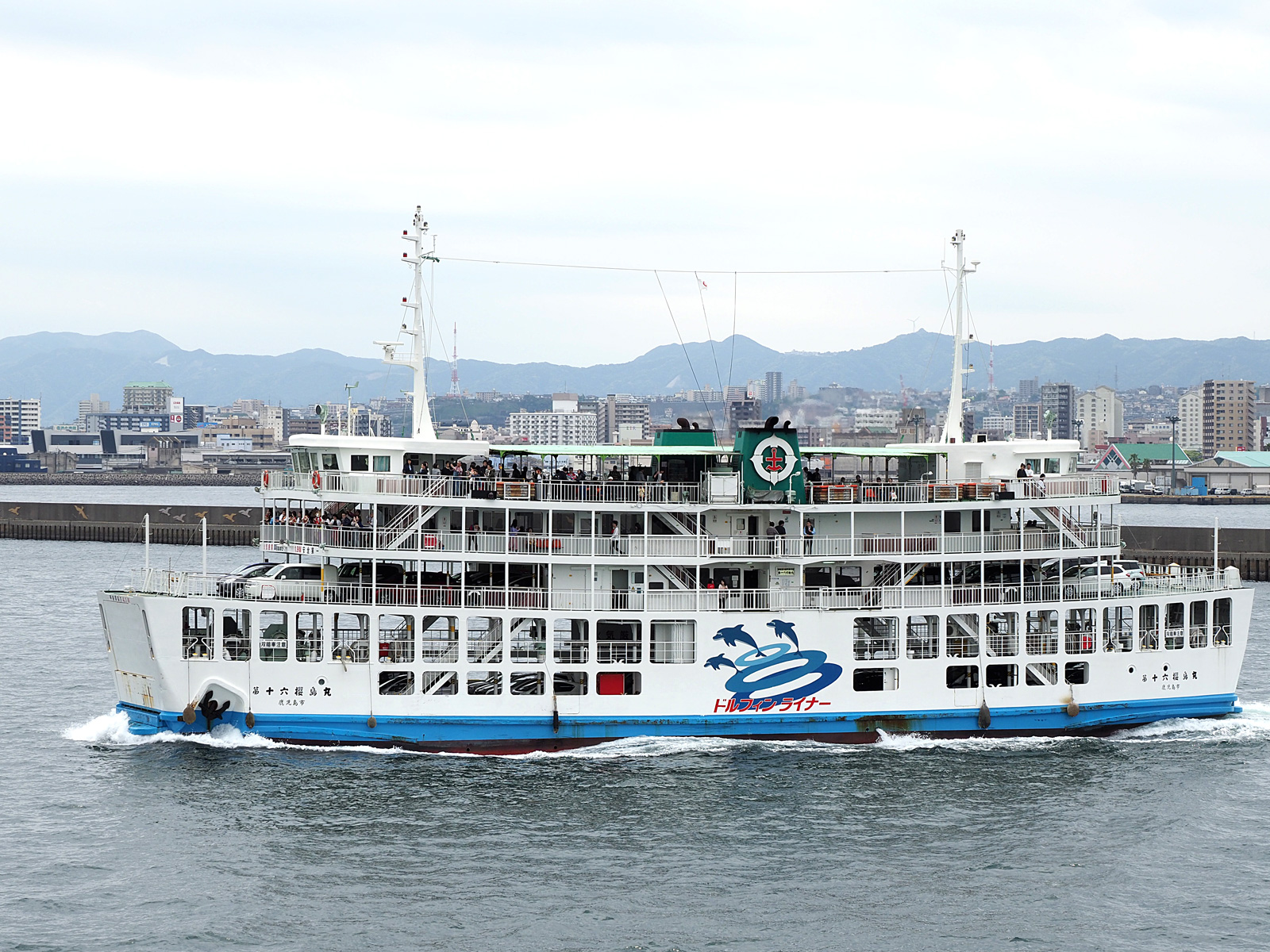
第十六櫻島丸（海豚輪、於2019年4月28日拍攝）
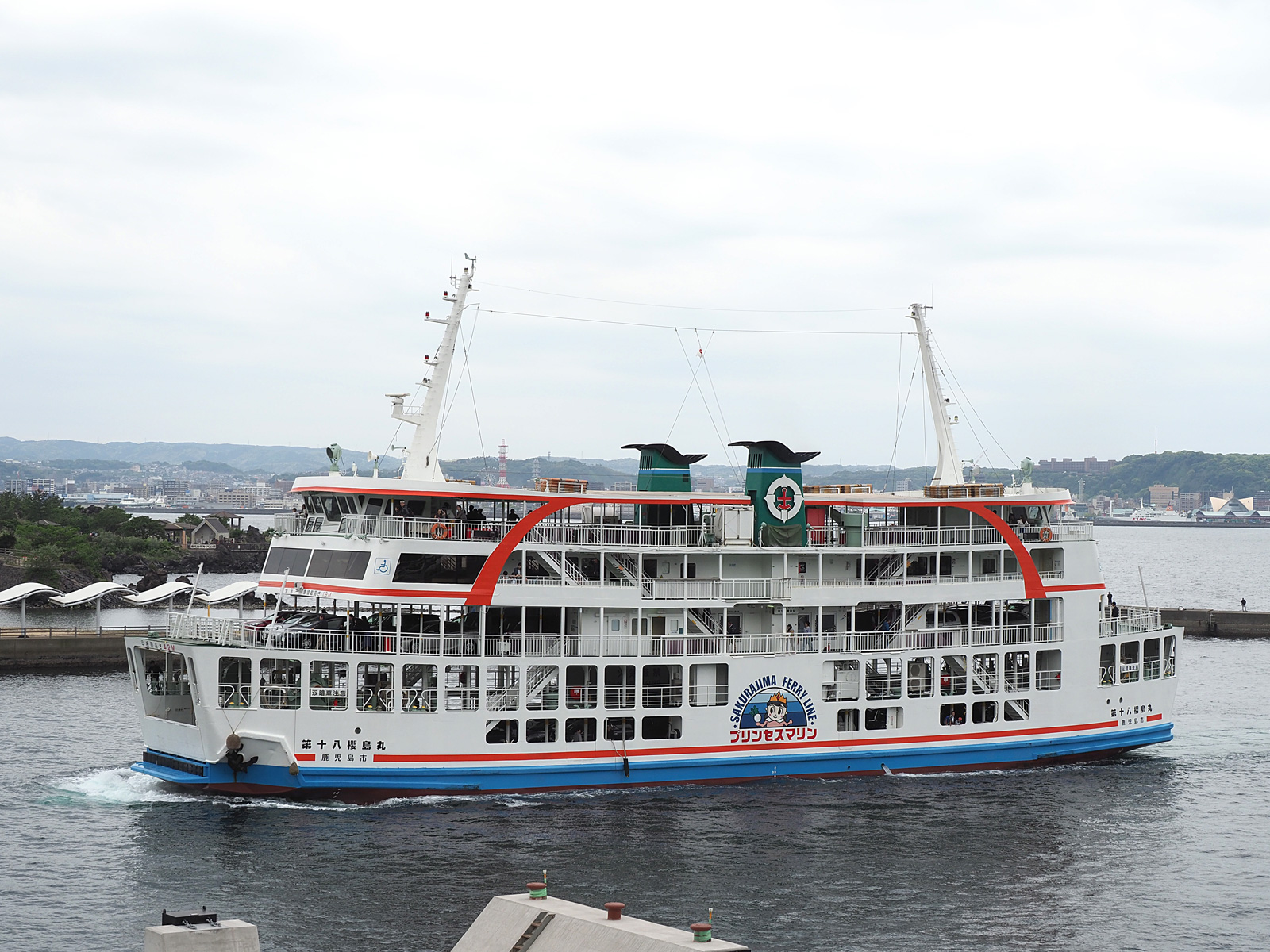
第十八櫻島丸（海洋公主、於2019年4月28日拍攝）
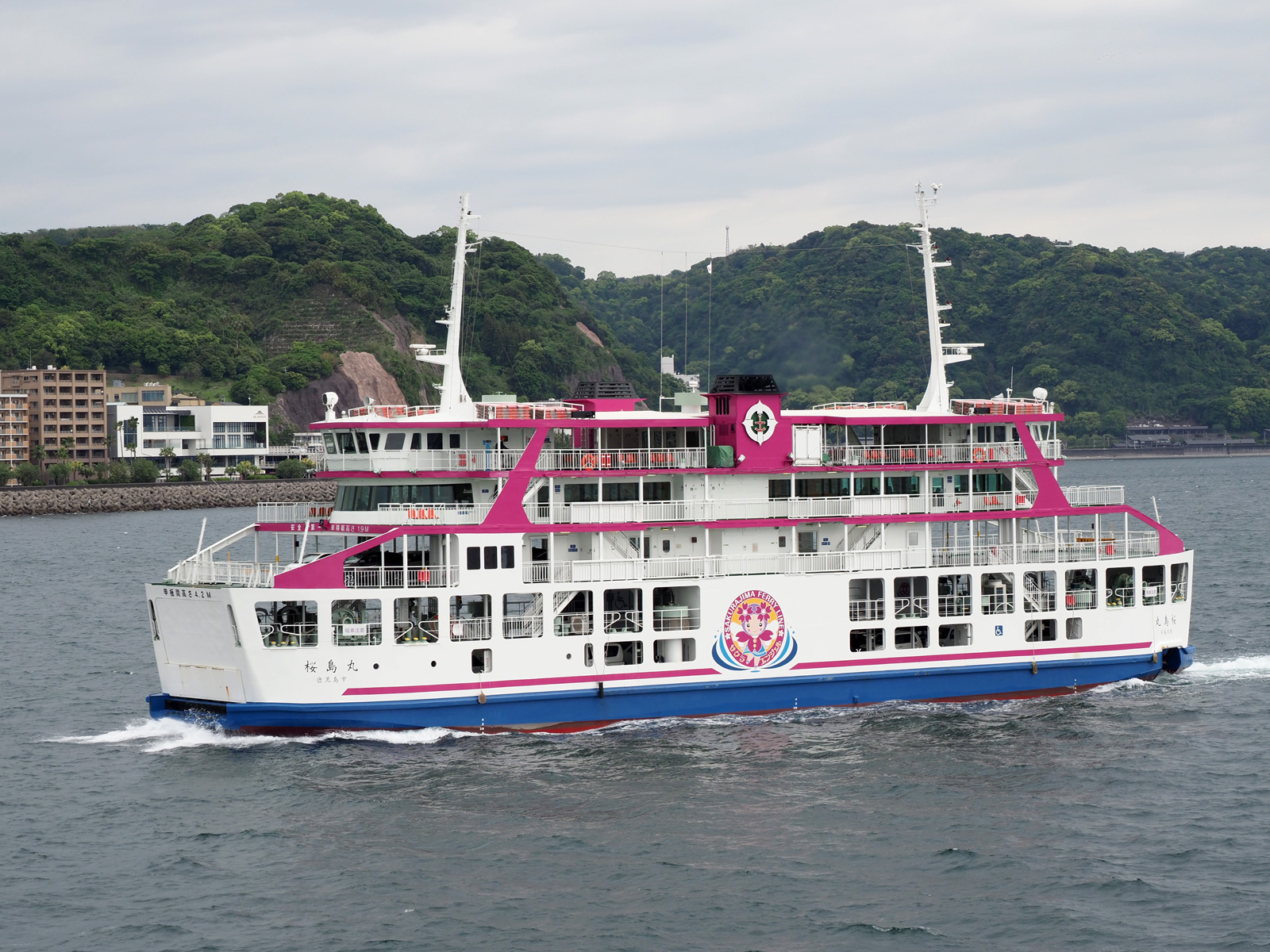
櫻島丸（櫻花天使、於2019年4月28日拍攝）
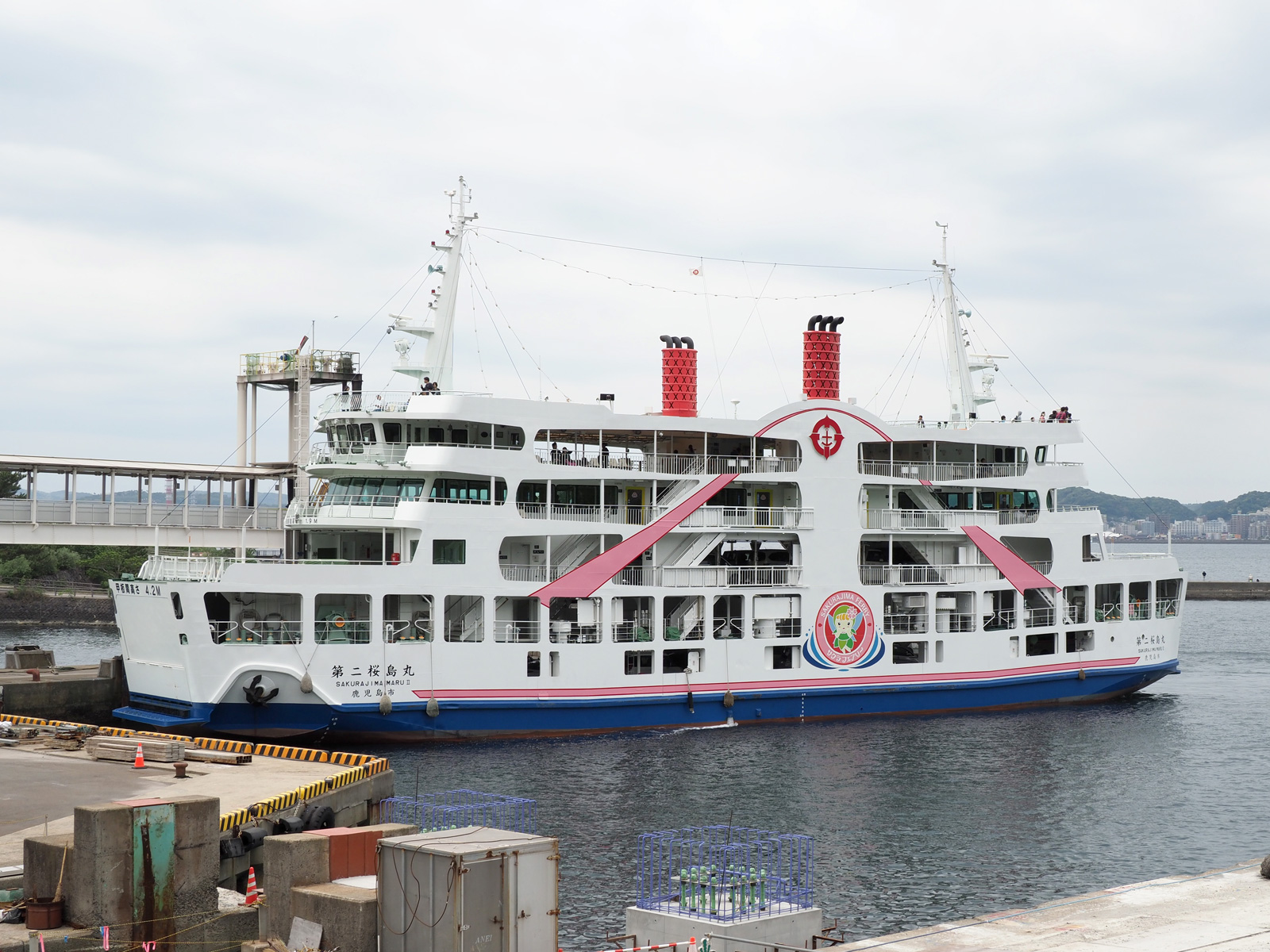
第二櫻島丸（櫻花仙子、於2019年4月28日拍攝）

### 過去曾使用的船隻
- 櫻櫻島丸 - 1941年5月完工、113.11頓、全長25.00m。
- 第三櫻島丸 - 1951年5月完工、74.34噸、全長20.78m。
- 第五櫻島丸 - 1953年9月完工、234.65噸、全長29.95m。
- 第六櫻島丸 - 1960年9月完工、495.60噸、全長48.83m。
- 第二櫻島丸 - 1963年3月完工、438.38噸、全長45.73m。
- 第八櫻島丸 - 1964年10月完工、491.99噸、全長48.60m。
- 第一櫻島丸 - 1966年5月啟用、470.75噸。
- 第五櫻島丸 - 1967年11月完工、468.29噸、全長43.00m。
- 第三櫻島丸 - 1969年9月完工、485.44噸、全長43.03m。
- 第十櫻島丸 - 1972年10月完工、588.05噸、全長50.01m。
- 第六櫻島丸 - 1977年2月完工、582.18噸、全長47.02m。
- 第八櫻島丸 - 1979年12月完工、647.39噸、全長47.03m[17]。
- 櫻島丸 - 1987年11月完工、498噸、全長53.00m[18]。
- 第五櫻島丸 - 1990年3月完工、600噸、全長53m。於2015年3月停止使用。
- 第十三櫻島丸 - 1992年2月完工、731噸、全長53m。於2017年3月停止使用。

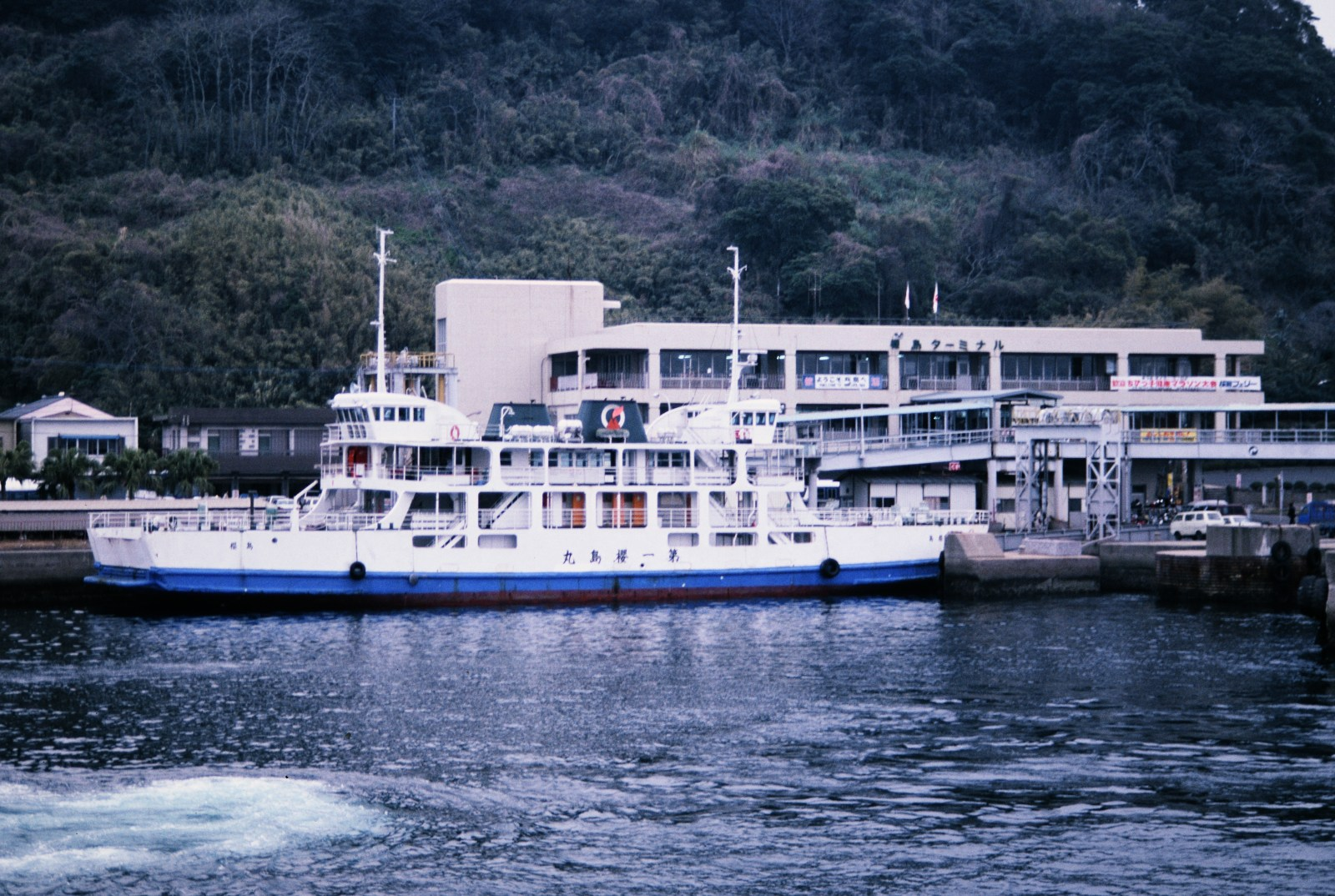
第一櫻島丸（於1987年3月12日拍攝）
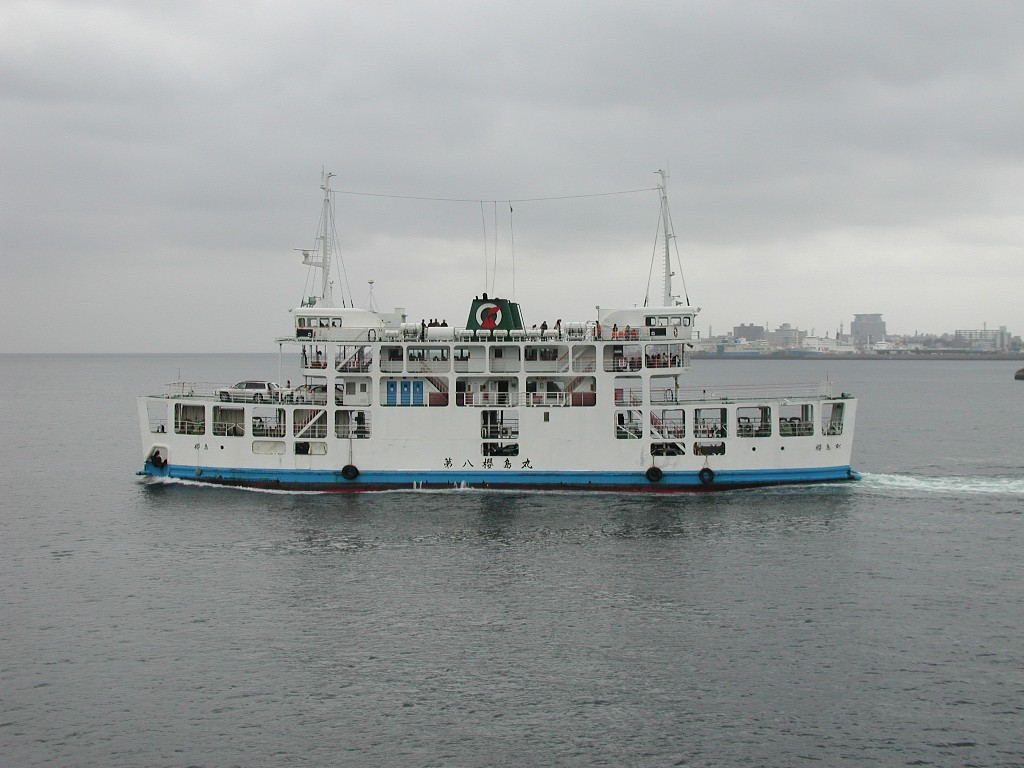
第八櫻島丸（於2002年3月22日拍攝）
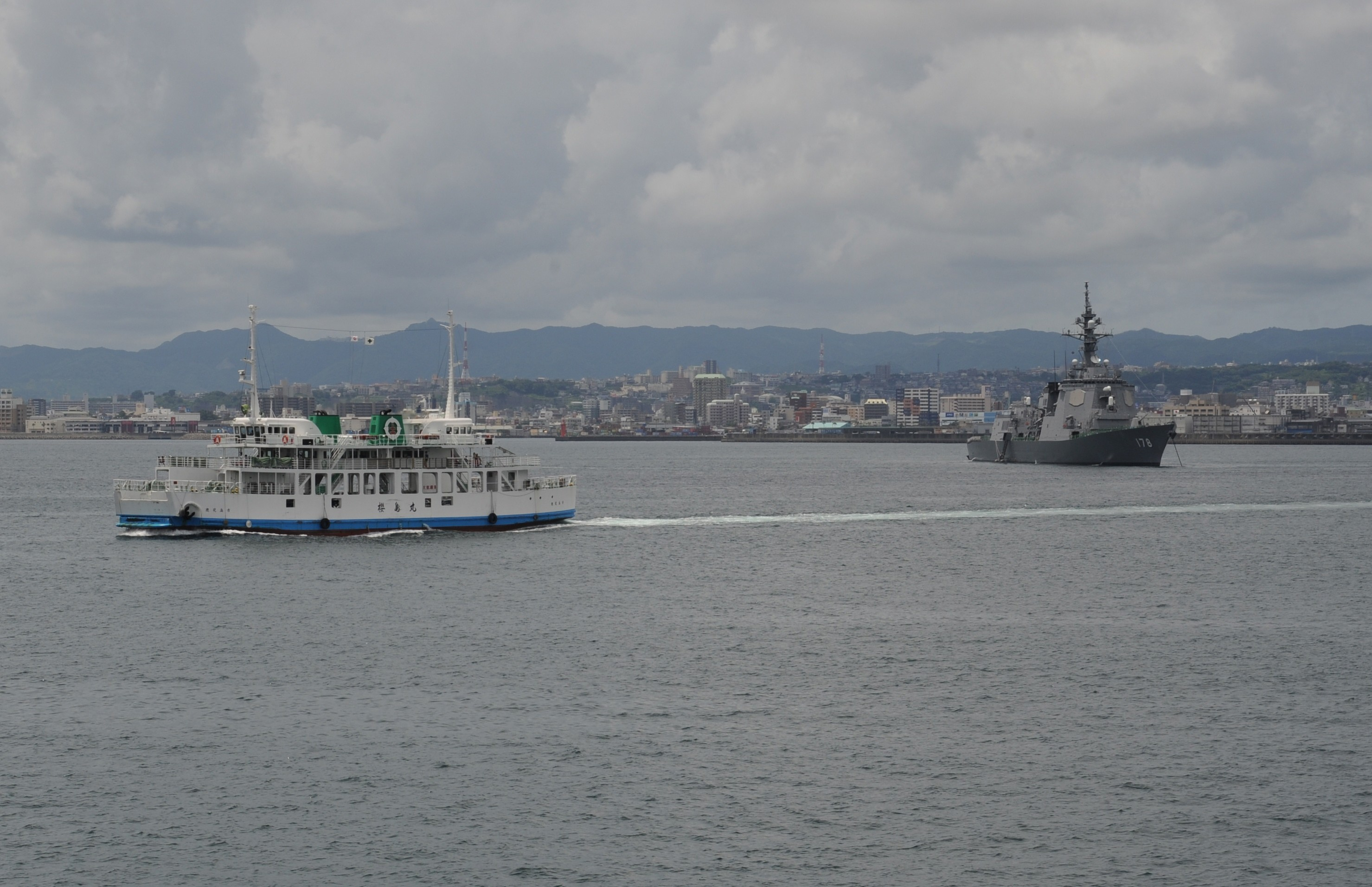
櫻島丸（於2009年7月11日拍攝）
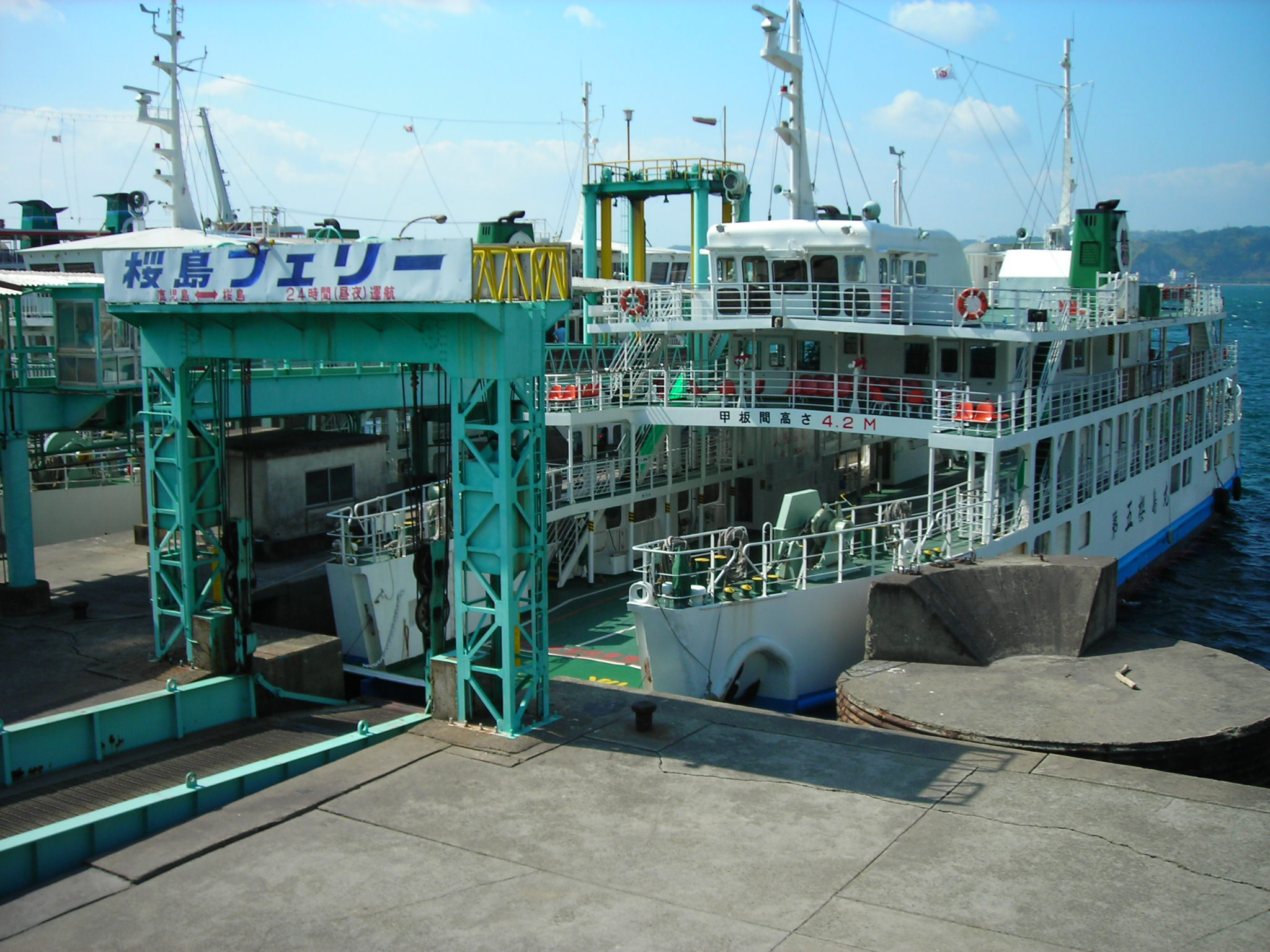
第五櫻島丸（於2006年10月6日拍攝）

## 外部連結
- （日語） 櫻島渡輪 （页面存档备份，存于）